# Буддийский символизм
Буддийский символизм — это метод буддийского искусства для передачи некоторых аспектов дхармы, возникший в IV веке до н.э. Антропоморфный символизм появился примерно в I в. н.э. в искусстве Матхуры и греко-буддийском искусстве Гандхары в результате объединения с существовавшими ранее символами. Позднее, особенно в тибетском буддизме, в символизм были введены и другие новшества.

## Ранние символы
Несмотря на множество сохранившихся изображений, остаётся непонятным, какую роль они играли в раннем буддизме, поскольку в ранних текстах их символическое значение четко не объяснялось. Среди самых ранних и наиболее распространённых символов буддизма - ступа (с реликвиями в ней), Дхармачакра (колесо Дхармы), Дерево Бодхи (и отдельные листья этого дерева с их особой формой) и цветок лотоса. Колесо Дхармы, традиционно насчитывающее восемь спиц, может иметь различные толкования. Первоначально оно символизировало только царскую власть (Чакравартин — «тот, кто поворачивает колесо»), но уже в III веке до н.э. на Колоннах Ашоки оно изображено в буддийском контексте. Изображение Колеса Дхармы обычно связывают с историческим процессом передачи буддизма, восемь спиц — с Благородным Восьмеричным Путём. Лотос также может иметь несколько значений, часто связанных с состраданием и с понятием изначально чистого потенциала ума. Дерево Бодхи — это место, где Будда достиг нирваны, и поэтому оно символизирует освобождение.
К другим ранним символам относятся монашеская чаша для подаяний и тришула. Этот последний символ использовался примерно со II в. до н.э. и объединял лотос, ваджру (алмаз) и символизм триратны или «трех драгоценностей»: Будды, дхармы и сангхи. Лев, лошадь без всадника, а также олень также использовались в ранней буддийской иконографии. Учения Будды сутры уподобляют «львиному рыку», подчеркивая их силу и благородство. Лошадь без всадника олицетворяет отречение, а олень — буддийских учеников, поскольку Будда произнёс свою первую проповедь в Оленьей роще в Варанаси.
Свастика в Индии традиционно использовалась буддистами и индуистами для обозначения удачи. В Восточной Азии свастику часто воспринимают как общий символ буддизма. Свастики, используемые в этом контексте, могут быть левосторонними и правосторонними.
Ранний буддизм не изображал самого Будду, а использовал для его представления пустой трон и Дерево Бодхи, то есть, вероятно, тяготел к аниконизму. Первый намёк на изображение человека в буддийской символике — появление отпечатка стопы Будды, а полные изображения возникают лишь благодаря греко-буддийскому искусству.

## Символизм Тхеравады
В Тхераваде буддийское искусство служило лишь для представления Будды и его истории. Напоминания о Будде разделялись на реликвии, места и изображения.
Хотя Будда впервые был изображён в человеческой форме лишь примерно в I веке, телесные характеристики Будды описаны уже в одном из центральных текстов традиционного Палийского Канона — Дигха-никая, — в части под названием «Сутра признаков» (пали: Lakkhaṇa Sutta, D.iii.142 и далее).
Эти характеристики состоят из 32 знаков, «32 телесных признаков Великого Человека» (пали: Lakkhaṇa Mahāpurisa 32). Они были дополнены ещё 80 вторичными характеристиками (пали: anubyañjana).

## Символизм Махаяны
В школах Махаяны значение буддистских фигур и священных предметов тяготело к эзотерическому и символическому аспекту. Мудры — это символические движения кистей рук, описывающие действия важнейших персонажей буддийского искусства. Многие изображения также действуют как мандалы.
Буддийское искусство Махаяны и Ваджраяны в бытовом и публичном искусстве часто использует «восемь благих эмблем» (санскрит aṣṭamaṅgala, китайский: 八吉祥; пиньинь: ба jíxiáng). Благодаря буддизму эти символы распространились в искусстве многих культур, включая индийское, тибетское, непальское и китайское.
Восемь благих эмблем (Аштамангала):
1. Цветок лотоса. Символизирует чистоту и просветление.
2. Бесконечный узел или мандала. Символизирует вечную гармонию.
3. Золотая рыбка. Символизирует супружеское счастье и свободу.
4. Знамя Победы. Символизирует победоносную битву.
5. Колесо Дхармы. Символизирует знания.
6. Драгоценная ваза. Символизирует неисчерпаемые сокровища и богатства.
7. Благой зонт. Символ короны и защиты от стихии.
8. Белая раковина. Символизирует мысли Будды.

В восточноазиатском буддизме в качестве символа вечности широко распространена свастика. Она используется для обозначения буддийских храмов на картах и в начале буддийских источников. В классическом тибетском языке она известна как юнгдрунг (транскрипция Вайли: g.Yung drung). В древнем Тибете она служила графическим представлением вечности.
В дзэн-буддизме широко используемым символом является энсо, нарисованный от руки круг.

## Иконография Ваджраяны

### Архитектура тибетского буддизма
Центральный символ Ваджраяны - это Ваджра, священное неразрушимое оружие бога Индры, связываемое с молнией и твёрдостью алмаза. Она символизирует пустоту (шуньяту) и, следовательно, неразрушимую природу реальности.
Другие символы Ваджраяны включают в себя гханту (ритуальный колокольчик), колесо бытия бхавачакру, мандалы, число 108 и глаза Будды, которые обычно можно увидеть на непальских ступах, таких как в Боднатхе. В Ваджраяне также используются различные мифические существа: Снежный Лев, Конь Ветра, Дракон, Гаруда и Тигр.
Широко известная мантра «ом мани падме хум» символизирует сострадание и обычно встречается в качестве надписи на камнях, молитвенных колесах, ступах и произведениях искусства.
Основное сооружение в архитектуре тибетского буддизма — это ступа, называемая по-тибетски «чортен» (Вайли: mchod rten). Чортен имеет пять частей, которые представляют Махабхуту (пять элементов). Основание ступы представляет собой квадрат (символизирующий элемент земли), над которым находится купол (символизирующий воду), на котором находится конус (символизирующий огонь), на острие конуса — полумесяц (символизирующий воздух), внутри полумесяца — пламя (символизирующее эфир). Можно также сказать, что сходящееся в точку пламя символизирует сознание как шестой элемент. Чортен представляет эти элементы тела в том порядке, в каком они растворяются после смерти.
Тибетские храмы часто бывают трёхэтажными. Число «три» может представлять разные аспекты, такие как Трикая (три тела) Будды. На первом этаже может находиться статуя исторического Гаутамы Будды и изображения Земли; таким образом, первый этаж символизирует нирманакая. На втором этаже могут находиться Будда и сложный орнамент, изображающий возвышение над состоянием человека и тело самбхогакая. На третьем этаже может находиться «Первоначальный» Ади-Будда в Яб-юм (любовном соитии со своей супругой); третий этаж может быть больше ничем не украшен, что символизирует возвращение к абсолютной реальности и «тело истины» дхармакая.

### Цвет в тибетском буддизме
| Цвет            | Что символизирует                                        | Будда         | Направление                                   | Элемент | Трансформирующее действие                         | Слог мантры |
| --------------- | -------------------------------------------------------- | ------------- | --------------------------------------------- | ------- | ------------------------------------------------- | ----------- |
| Белый           | Чистота, изначальное существо                            | Вайрочана     | Восток (или, в альтернативной системе, Север) | Вода    | Неведение → Осознание реальности                  | Ом          |
| Зелёный         | Мир, защита от вреда                                     | Амогхасиддхи  | Север (или не определено)                     | -       | Ревность → Достижение девственно чистого сознания | Ма          |
| Жёлтый          | Здоровье, красота                                        | Ратнасамбхава | Юг (или Запад)                                | Земля   | Гордость → Осознание тождественности              | Ни          |
| Голубой и синий | Познание; тёмно-синий — также пробуждение / просветление | Акшобхья      | Центр (или не определено)                     | Воздух  | Гнев → «Зеркальное» осознание                     | Пад         |
| Красный         | Любовь, сострадание                                      | Амитабха      | Запад (или Юг)                                | Огонь   | Привязанность → Способность различать             | Ме          |
| Чёрный          | Смерть, смерть неведения, пробуждение / просветление     | -             | Не определено (или Восток)                    | Воздух  |                                                   | Хум         |

Источники для таблицы
Пять цветов (санскр. pañcavarṇa - белый, зеленый, желтый, синий, красный) дополняются несколькими другими цветами, включая чёрный, оранжевый и золотой (который обычно ассоциируется с жёлтым). Они обычно используются для молитвенных флагов, а также для визуализации божеств и духовной энергии, для построения мандал и росписи культовых икон.

### Тханки (картины) и статуи будд и божеств
Искусство здесь используется для изображения различных фигур и значений. Тибетские буддийские божества часто могут играть различные роли и по-разному изображаться в соответствии с этими ролями. Например, Зеленая Тара и Белая Тара, которые являются различными аспектами Тары (одной из главных бодхисаттв), имеют разные значения: Зелёная Тара защищает людей от страха, в то время как Белая Тара связана с долголетием.
Помимо упомянутых ярких цветов, фигуры могут иметь более естественный цвет — например, их кожа может быть окрашена в оттенки розового или коричневого. Очень распространены также листья золотого цвета и золотая краска. Эти цвета помогают выделить многих божеств, которых в других ветвях буддизма сложнее отличить. Например, если на тханках Ваджраяны Будду Шакьямуни можно увидеть в (бледно-) жёлтом или оранжевом цвете, а Будду Амитабху — обычно в красном, то в китайском буддизме различить их помогает только положение рук, поскольку они изображаются с одними и теми же атрибутами.
Так называемые «гневные божества» часто изображаются в страшных образах: они сокрушают своих врагов, имеют чудовищные выражения лиц и украшения в виде черепов или частей тела, напоминающие о смерти. Эти божества изображаются так потому, что для преодоления глубокого неведения и адхармы порой требуется сильный гнев.
Как и везде в буддизме, в символизме Ваджраяны широко используется лотос. Лотос может полностью распуститься, или начинать открываться, или всё ещё оставаться бутоном — эти образы символизируют те учения, которые уже ушли, которые существуют сейчас или которые ещё не появились.
Авалокитешвару часто изображают с тысячью (или, по крайней мере, множеством) рук, чтобы отразить множество способов, которые он использует ради помощи всем живым существам. Он часто имеет одиннадцать голов, что символизирует его сострадание всем живым существам.
В буддизме Ваджраяны часто имеет значение количество ног у будды или бодхисаттвы. Чаще всего их бывает две, но бывает и десять, и шестнадцать, и двадцать четыре. Положение ступней/ног может также иметь особое значение. Например, Зелёную Тару обычно изображают сидящей со скрещенными ногами, но одна нога спущена вниз, что символизирует «погружение в абсолют, в медитацию» и готовность сделать шаг вперед и помогать живым существам путём «вовлечения в мир через сострадание».

## Физические атрибуты буддизма и их символизм

### Ритуальные одежды
В буддизме есть и другие символы, физические и необходимые для ритуалов, такие как монашеские одеяния. Например, кашая в школе Тхеравада заметно отличаются от одежды других школ буддизма. Поскольку Тхеравада является ортодоксальной и старейшей из трёх школ, в ней принят свой способ ношения одежды. Монахи носят свои мантии на плечах, обнажая руку; цвет кашая соответствует их школе. В Тхераваде, например, это шафрановый, в то время как представители других школ буддизма (в том числе в других странах) носят одежду иного цвета и стиля. В Китае буддизм распространился в VI веке до н.э., в те времена считалось неправильным обнажать значительную часть тела, и именно тогда появились накидки, закрывающие обе руки длинными рукавами. В других местах, например в Тибете, с течением времени традиции изменились, и монахи показывают оба плеча, а их облачение состоит из двух частей, а не из одной. В Японии появился особый нагрудник вместе с длинным халатом с рукавами, который называется «коромо». Это была одежда, введённая специально для школы Дзэн в Такахацу; там же у монахов принято носить соломенную шляпу.

### Ритуальные колокола
Во всех буддийских школах используется колокольный звон: один из монахов звонит в большой бронзовый колокол, обозначая начало вечерних ритуалов. У каждого колокола есть своё имя, в том числе «Царь-колокол» и «Колокол удачи». Монахи используют колокольный звон, чтобы отгонять злых духов и обрести защиту Будды во время ритуала. Некоторые школы называют это частью «Мистического Закона», который является основой буддийского ритуала.

### Бритьё головы
Бритьё головы — ещё один элемент ритуала, который необходимо выполнить, чтобы стать буддийским монахом, а в конечном итоге — достичь нирваны. Само по себе бритьё головы означает принадлежность к одной из сект буддизма. Ещё один аспект символизма бритья волос заключается в том, что это одно из правил, которые Будда дал своим ученикам, чтобы они держались подальше от обычной жизни и были полностью вовлечены в практику учения.

### Молитвенное положение
Ещё одним элементом символизма буддизма является способ соединения рук во время молитвы или ритуала. Буддисты сравнивают свои пальцы в этом положении с лепестками нераспустившегося цветка лотоса. Другой формой символической позы во время ритуала является буддийский поклон: делая поклоны перед Буддой или другим человеком, кланяются не физической форме (человеку или статуе), но Будде внутри них (в человеке или статуе).

## Современный пан-буддийский символизм
Во время своего основания в 1952 году Всемирное братство буддистов приняло два символа. Это были традиционное Колесо Дхармы с восемью спицами и пятицветный флаг, который был разработан в Шри-Ланке в 1880-х годах при содействии Генри Стила Олкотта.
Шесть вертикальных полос флага представляют шесть цветов ауры, которые, как полагают буддисты, исходили от тела Будды, когда он достиг Просветления.

## Галерея символов
- Колесо Дхармы с двумя оленями
- Дерево Бодхи с характерными листьями в форме сердца
- Триратна, Три Драгоценности
- Ступа в Санчи
- Резные украшения на дверях ступы в Санчи; обратите внимание на дхармачакру, животных и трисулу
- Ступа в Шанти со статуями львов
- Пустой трон и Дерево Бодхи
- Свастика на буддийском храме в Сеуле
- Круг энсо в дзен-буддизме
- Мантра Ом Мани Падме Хум на тибетском
- Символ Калачакры
- Мандала Ваджрахату
- Ритуальный кинжал Пхурба
- Флаг Тибета, использовавшийся в 1912-1950 гг, с двумя снежными львами и тремя драгоценностями.
- Конь Ветра. Тибетская бронзовая статуя
- Статуи Гаруд и нагов в храме Ват Пхракэу, Бангкок
- В тибетском учении Дзогчен ригпа символизируется белой буквой А внутри круглой радуги.
- Колесо Дхармы
- Ганкыл, колесо радости
- Дваджа, Знамя Победы
- Ритуальная ваза Bumpa, используемая в тибетских посвящениях. Павлинье перо и драгоценный камень символизируют практики Дзогчен в Трекчо и Тогале.
- Государственный герб Монголии с Конём Ветра, тремя драгоценностями и колесом Дхармы
- Бодхидхарма широко используется в дзэн-буддизме. Луна символизирует просветление
- Ритуальные колокольчик и ваджра
- Белый слон
- Манджушри с огненным мечом, символизирующим праджню (мудрость).
- Картика, ритуал, связанный с дакини
- Тибетская ритуальная труба из раковины с изображением дракона
- Камни Мани
- Контейнер для буддийских реликвий в форме пылающего священного камня
- Ваджра Мудра
- Китайский иероглиф "У", обозначающий пустоту. Широко используется в дзэн-калиграфии

## Полезные ссылки
- Sacred Visions: Early Paintings from Central Tibet, an exhibition catalog from The Metropolitan Museum of Art (fully available online as PDF), which contains material on Buddhist symbolism
- web site showing iconic representations of the 8 auspicious symbols along with explanations
- the eight auspicious symbols of Buddhism — a study in spiritual evolution
- General Buddhist Symbols
- Tibetan Buddhist Symbols
- Buddhist Tantric Symbols
- Buddhist Symbols: the Eight Auspicious Signs
- Буддийское искусство, раздел сайта «Буддизм алмазного пути»